# Svarthuvad pungmes
Svarthuvad pungmes (Remiz macronyx) är en asiatisk fågel i familjen pungmesar inom ordningen tättingar. Den förekommer i vass- och sävbälten i Centralasien, från Iran till östra Kazakstan. Fågeln är närbesläktad med pungmesen och behandlas ofta som en del av den arten.

## Kännetecken

### Utseende
Svarthuvad pungmes är en liten tätting med en kroppslängd på endast elva centimeter. Den liknar pungmesen i proportionerna, men både näbb och ben är relativt kraftiga. Adulta fågeln har svart huvud, fint pepprad med beige. Undersidan är beige, övre delen av ryggen och bröstsidorna kastanjebruna och runt halsen ett kanelbeige halsband. Den möjligen utdöda underarten nigricans (se nedan) är mycket mörkare där det svarta på huvudet kan sträcka sig ända ner till övergumpen och där undersidan är mörkt kastanjefärgad.

### Läten
Lätet antas likna pungmesen (se denna), men sägs vara strävare och ljudligare. På våren yttrar hanen också en lågmäld och kort drill.

## Utbredning och systematik
Svarthuvad pungmes förekommer i Centralasien. Clements m.fl. delar in den i fyra underarter med följande utbredning:
- Remiz macronyx macronyx – förekommer från sydvästra Kazakstan till Uzbekistan, Tadzjikistan och sydöstra Turkmenistan
- Remiz macronyx neglectus – förekommer i sydvästra Turkmenistan och norra Iran (Atrak- och Gorgandalarna)
- Remiz macronyx nigricans – förekommer i sydöstra Iran; möjligen utdöd[5]
- Remiz macronyx ssaposhnikowi – förekommer i sydöstra Kazakstan (området kring sjöarna Balsjasj, Sasykkol och Alakol)

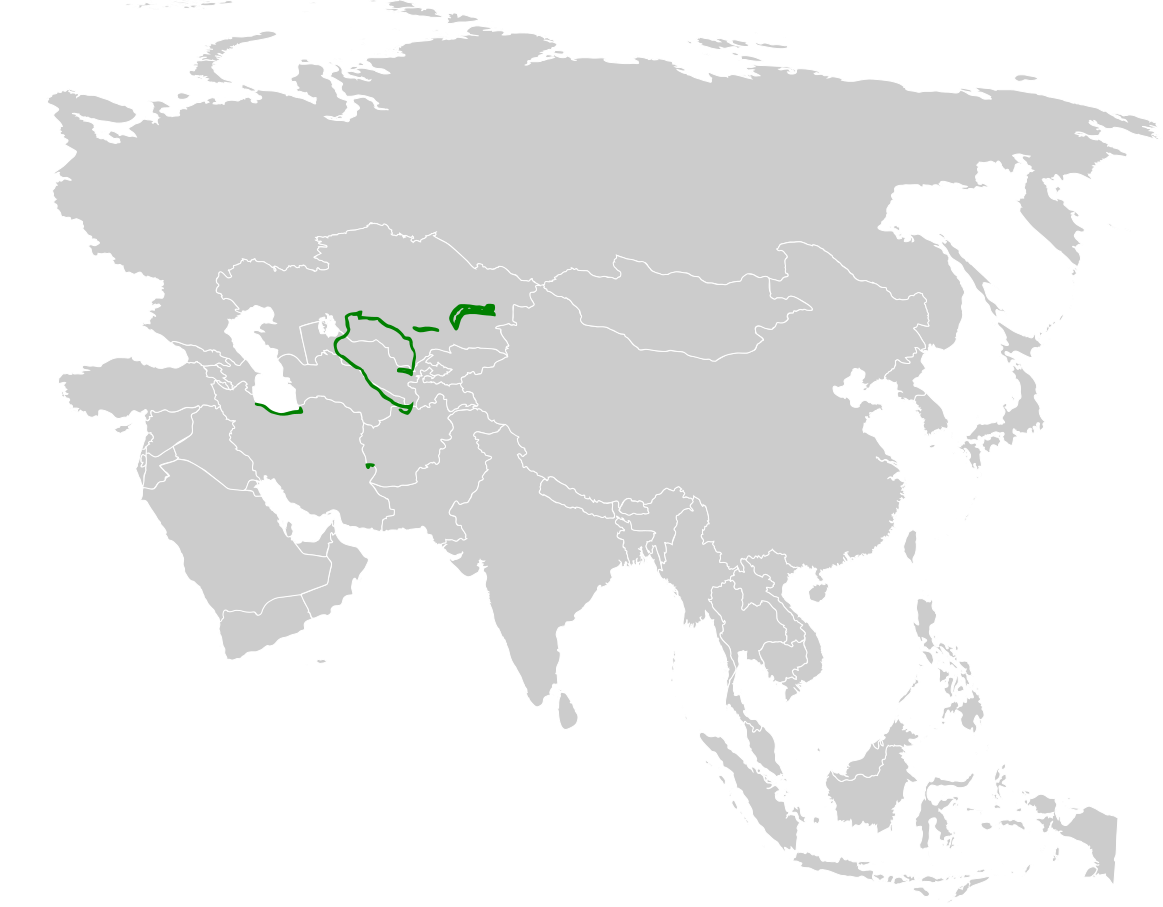
Svarthuvade pungmesens utbredningsområde.

I verket Handbook of Western Palearctic Birds (Shirihai & Svensson 2018) inkluderas både neglectus och ssaposhnikowi i nominatformen. Även svenska BirdLife Sverige följer denna indelning.
Den är en tillfällig gäst i Oman och Ryssland.
Arten behandlades tidigare som en del av pungmesen (R. pendulinus), men har allmänt urskilts som egen art på grund av avvikande ekologi och utseende. En DNA-studie från 2017 visar dock att de genetiska skillnaderna dem emellan är mycket små och författarna till studien rekommenderar därför att de bör behandlas som en och samma art. På basis av detta behandlar bland andra IUCN svarthuvad pungmes återigen som en del av pungmesen.

## Levnadssätt
Svarthuvad pungmes är begränsad till vass- och sävbälten. Där rör den sig snabbt i växtligheten på jakt efter insekter, spindlar och frön. Häckningen inleds i slutet av maj till början av juni. Det vävda runda boet liknar pungmesens och placeras upp till fem meter ovan mark. Den lägger sex till sju vita ägg.

## Status och hot
Internationella naturvårdsunionen IUCN erkänner inte längre svarthuvad pungmes som egen art, varför dess hotstatus formellt inte bedömts.

## Taxonomi och namn
Svarthuvad pungmes beskrevs vetenskapligt av Nikolaj Severtsov 1873, under protonymen Aegithalus macronyx. Dess vetenskapliga artnamn betyder "långkload", en sammansättning av grekiska makros som betyder "stor" eller "lång" samt onux, "klo".